# 扬尼克·博雷尔
扬尼克·博雷尔（法語：Yannick Borel，1988年11月5日—），法国男子击剑运动员。他曾获得2016年夏季奥运会击剑比赛男子重剑团体金牌。他也获得2018年世界击剑锦标赛男子重剑个人冠军。